# 娛樂宮
娛樂宮（英語：Amusement Palace）是位於俄羅斯莫斯科克里姆林宮內西牆的一座建築。

## 历史
娛樂宮修建於1652年。由於娛樂宮曾經作為一個劇院使用，因而得名。在彼得大帝時期，娛樂宮曾用作警察署。2002年至2004年，娛樂宮進行了重建，恢復了原有的外貌。